# Spumante
Spumante is een Italiaanse benaming voor mousserende wijn.
Spumante geeft aan dat een wijn mousserend is. Frizzante betekent dat een wijn half-mousserend is.
De scheidslijn ligt bij 3 bar: alles tot en met 3 bar druk in de fles is frizzante, alles met meer dan 3 bar druk heet spumante.
Het verschil wordt over het algemeen bepaald door de periode van tweede vergisting. Een korte tweede vergisting (vaak minder dan een maand) levert een lichtere bubbel op: frizzante. Een langere tweede vergisting een sterkere bubbel: spumante.
Ook mousserende wijnen, die geen herkomstbenaming als bijvoorbeeld prosecco of franciacorta mogen dragen, gebruiken nog weleens de term 'spumante' als naam voor de wijn.